# Rozsadne, Bahciîsarai
Rozsadne (în ucraineană Розсадне) este un sat în comuna Viline din raionul Bahciîsarai, Republica Autonomă Crimeea, Ucraina.

## Demografie
Componența lingvistică a localității Rozsadne
     Rusă (66,67%)
     Ucraineană (33,33%)
Conform recensământului din 2001, majoritatea populației localității Rozsadne era vorbitoare de rusă (66,67%), existând în minoritate și vorbitori de ucraineană (33,33%).